# Howard Overman
Howard Overman est un auteur pour la télévision, connu pour avoir écrit les scénarios de plusieurs séries télévisées britanniques, comme Hôtel Babylon, Flics toujours, Les Arnaqueurs VIP, Harley Street et Merlin. 
Il est également le créateur de la série télévisée Misfits, qui a été nommée pour le BAFTA Television Award for Best Drama Series en 2010, et des séries policières Vexed et Dirk Gently, une adaptation du roman Un cheval dans la salle de bains (Dirk Gently's Holistic Detective Agency) de Douglas Adams pour la chaîne BBC4.

## Filmographie
- 2005 : In the Bathroom
- 2005 : Les Arnaqueurs VIP
- 2005 : Flics toujours
- 2005 : Perfect Day
- 2006 - 2008 : Hotel Babylon
- 2008 : Moving Wallpaper
- 2008 : Disconnected
- 2008 : Code 9
- 2008 : Harley Street
- 2008-2011 : Merlin
- 2009-2013 : Misfits
- 2010 : Vexed
- 2010-2012 : Dirk Gently
- 2013-2015 : Atlantis
- 2016 : Crazyhead (créateur et scénariste) sur E4
- 2017-2019 : Future Man
- 2019 : The War of the Worlds
- 2024 : La Chute de Paris d'Oded Ruskin